# Habešský císař

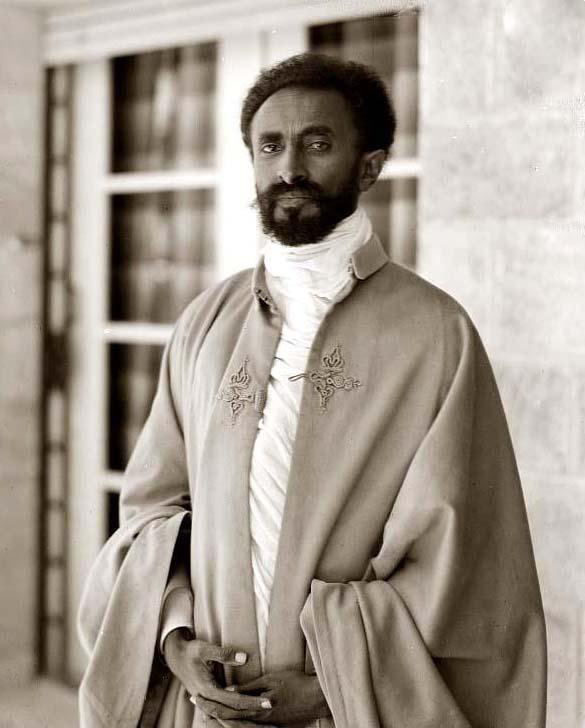
Poslední vládnoucí habešský císař Haile Selassie I.

Habešský císař (titul překládaný jako císař zní v ge'ez ንጉሠ ነገሥት, nəgusä nägäst, doslova král králů) byl dědičný vládce Etiopského císařství, titul byl doložitelně užívaný od císaře Jekuno Amlaka (13. století) do zrušení monarchie roku 1975.

## Historie
Od vlády císaře Haile Selassie I. jsou členové dynastie králů ze Šowy dědičnými monarchy podle tohoto usnesení: Hodnost císaře je navždy spjata s rodem císaře Haile Selassieho, přímého potomka krále Sahle Selessieho, který pochází v přímé linii od krále Menelika I., syna královny ze Sáby a krále Šalomouna. Tím byly pro futuro popřeny nároky soupeřících královských rodů na císařský trůn.
Pokud by bylo toto tvrzení pravdivé, což může být problém prokázat, tak by Šalomounovci neboli dynastie králů ze Šowy byla po rodu japonských císařů nejdéle vládnoucí dynastií na světě.

## Významní císařové
Někteří známí etiopští vládci:
- Menelik I. Etiopský
- Jan I. Spravedlivý
- Šalomoun III. Etiopský
- Haile Selassie I.

## Zajímavost
Fiktivní postava habešského císaře se vyskytuje ve slavném díle Bohumila Hrabala Obsluhoval jsem anglického krále. Hlavní postava, číšník Jan Dítě v hotelu Paříž získá za obsluhování císaře šerpu.